# روي سي
روي سي (بالإنجليزية: Roy C)‏ هو كاتب أغاني ومغني أمريكي، ولد في 3 أغسطس 1939 في نيوينغتون في الولايات المتحدة.

## وصلات خارجية
- الموقع الرسمي
- روي سي على موقع ميوزك برينز (الإنجليزية)
- روي سي على موقع ميوزك برينز (الإنجليزية)
- روي سي على موقع أول ميوزيك (الإنجليزية)
- روي سي على موقع ديسكوغز (الإنجليزية)